# Boxholm (Suède)
Boxholm est une localité de Suède dans la commune de Boxholm, dont elle est le chef-lieu, située dans le comté d'Östergötland.
Sa population était de 3 353 habitants en 2019.